# Jean-Pierre Hugues
Pour les articles homonymes, voir Hugues.
Jean-Pierre Hugues, né Jean-Pierre, Henri, Marie Hugues le 24 novembre 1951 à Lyon (2e arrondissement) est un haut fonctionnaire français.
Il a été à plusieurs reprises préfet. Il a également été directeur général de la Ligue de football professionnel (LFP). Du 15 juin 2016 au 15 mai 2017, il est directeur de cabinet du président de la République François Hollande, ainsi que son représentant en tant que coprince en Andorre.

## Biographie
Jean-Pierre Hugues est licencié en droit puis élève de l'École nationale d’administration (ENA), promotion Voltaire (1978-1980). 

### Haut fonctionnaire (1978-2005)
Jean-Pierre Hugues est affecté au ministère de l'Intérieur à la sortie de l'ENA. 
Il est par la suite directeur du cabinet du haut-commissaire de la République en Nouvelle-Calédonie (auprès du « haussaire » Jacques Roynette puis du « haussaire » Edgard Pisani), de 1983 à 1985. 
Il est chargé de mission à la Caisse des dépôts et consignations (CDC) de 1985 à 1987, secrétaire général de la préfecture de la Manche de 1987 à 1989 et sous-directeur des affaires administratives et financières au ministère des DOM-TOM de 1989 à 1992. 
Il devient  sous-directeur du corps préfectoral et des administrateurs civils au ministère de l'Intérieur en 1992,.
Il devient ensuite  secrétaire général de la préfecture du Val-de-Marne de 1994 à 1998 (grade de sous-préfet hors classe). De 1998 à 2000 il est nommé préfet des Landes à Mont-de-Marsan. Il est ensuite directeur de l’administration territoriale et des affaires politiques. 
De 2002 à 2005, il est préfet du Gard à Nîmes. Dans ce département, il doit faire face aux fortes inondations de septembre 2002 et de décembre 2003. Face aux dégâts il a immédiatement mobilisé des crédits de l'État et il a été le premier à faire bénéficier le territoire du Fonds de solidarité de l'Union européenne (FSUE), qui venait d'être fondé en août 2002 et institué le 11 novembre 2002. Il a alors des contacts fréquents avec le ministre de l'écologie et du développement durable Roselyne Bachelot pendant la préparation de la loi de prévention des risques technologiques et naturels du 31 juillet 2003 et du plan national de prévention des inondations. Il prend ensuite l'initiative d'un colloque sur la prévention des inondations tenu le 8 septembre 2003 au pont du Gard concernant l'implantation des mesures de prévention et l'impact sur l'urbanisme dans les territoires à risque.
En 2005, il mène les négociations lors du conflit social opposant la CGT de l'entreprise Perrier et la direction de Nestlé. 

### Directeur général de la LFP (2005-2016)
Jean-Pierre Hugues est ensuite directeur général de la Ligue de football professionnel (LFP) de 2005 à mars 2016, durant lesquelles il seconde Frédéric Thiriez,. Ce sont les années de préparation du Championnat d'Europe de football 2016. Il écrit sur Le financement du football par les droits audiovisuels. Il se prononce en 2009 pour le projet de loi de libéralisation des paris sportifs sur Internet. Il est auditionné par le Sénat en 2011 à propos de la Proposition de loi visant à renforcer l'éthique du sport et les droits des sportifs; en 2014 dans le cadre du rapport Sport professionnel et collectivités territoriales : l'heure des transferts ? et en 2016 à propos de la Proposition de loi renforçant la lutte contre le hooliganisme. 

### Directeur de cabinet
De juin 2016 à mai 2017, Jean-Pierre Hugues est directeur de cabinet du président de la République François Hollande,.

## Récompenses et distinctions

### Décorations
- Chevalier de la Légion d'honneur Il est fait chevalier le 13 juillet 1999[15].
- Médaille pénitentiaire (2003)[16]